# Schizomavella monoecensis
Schizomavella monoecensis är en mossdjursart som först beskrevs av Calvet 1927.  Schizomavella monoecensis ingår i släktet Schizomavella och familjen Bitectiporidae. Inga underarter finns listade i Catalogue of Life.